# Kantai Kessen

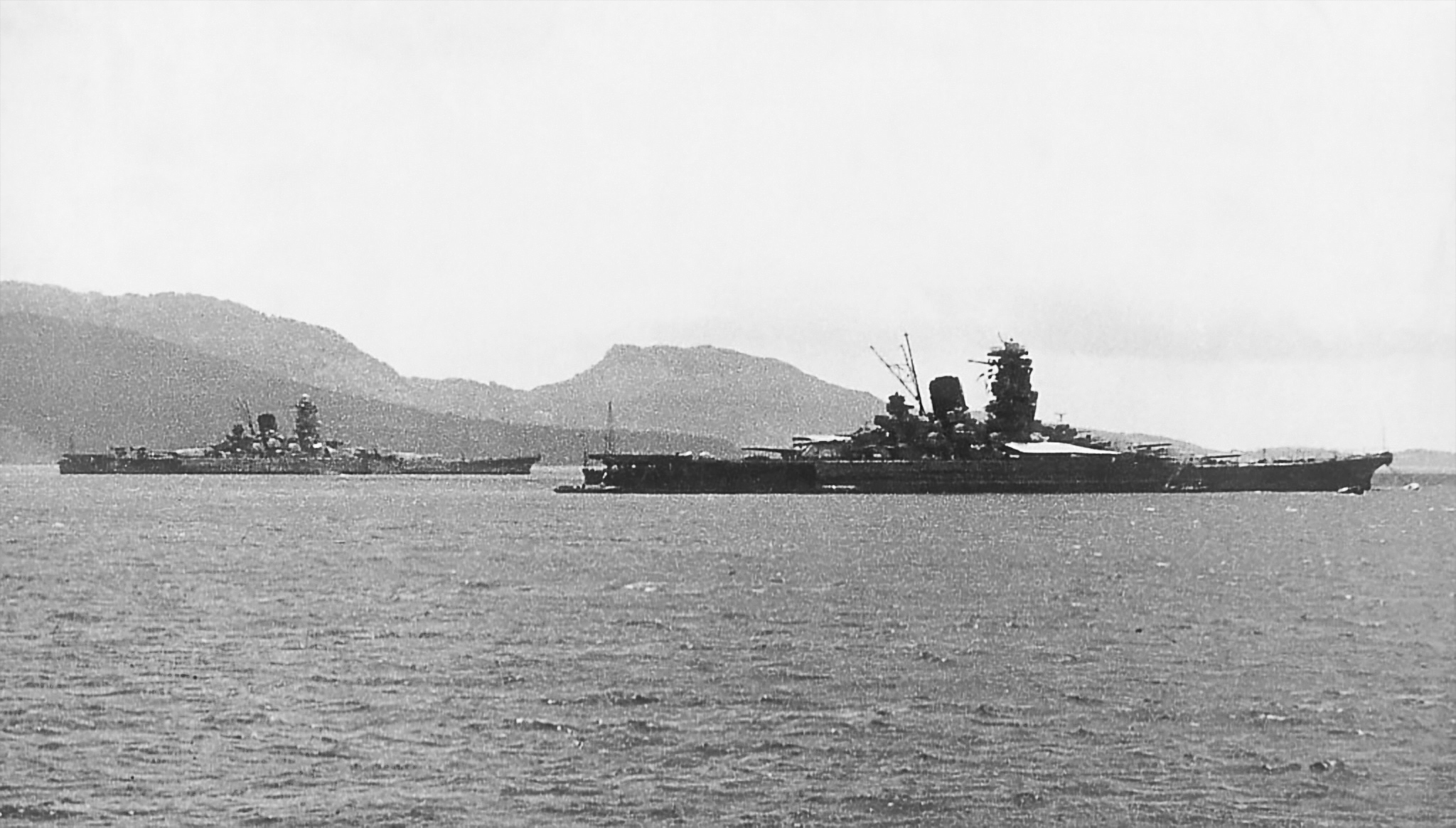
Os navios de guerra japoneses Yamato e Musashi foram um elemento central da doutrina da “Batalha Decisiva” do Japão

A Doutrina da Batalha Decisiva (艦隊決戦, Kantai Kessen, “batalha decisiva da frota naval”)  foi uma estratégia naval adotada pela Marinha Imperial Japonesa antes da Segunda Guerra Mundial. A teoria foi derivada dos escritos do historiador naval americano Alfred Thayer Mahan. Na Doutrina da Batalha Decisiva, a marinha japonesa venceria uma guerra lutando e vencendo uma única ação naval decisiva. A ideia ganhou ampla aceitação após a Guerra Russo-Japonesa, onde uma força naval japonesa menor e bem treinada obteve uma vitória decisiva no Mar do Japão na Batalha de Tsushima, derrotando a Marinha Imperial Russa de seu rival, o Império Russo, uma potência naval ocidental. Os planos operacionais posteriores foram influenciados pela artilharia naval eficaz demonstrada pelo Japão em Tsushima.
Desde a virada do século até o início da Segunda Guerra Mundial, os planejadores japoneses acreditavam que alcançar a vitória em tal batalha dependeria do uso eficaz de uma forte força de Couraçados. O triunfo japonês em Tsushima levou à doutrina naval de Taikan Kyohō Shugi (大艦巨砲主義), o princípio dos grandes navios e dos canhões gigantescos. O planejamento da Marinha Imperial Japonesa previa assumir uma postura defensiva e esperar que a frota inimiga se aproximasse, para então destruí-la em uma batalha acirrada no Japão Continental. A vitória do Japão sobre a Marinha Imperial Russa validou essa doutrina aos olhos do Estado-Maior da Marinha Imperial Japonesa. Posteriormente, a aquisição naval e a subsequente implantação de ativos navais foram baseadas na doutrina Kantai Kessen.